# Académie militaire de la Gendarmerie nationale
 (juin 2019).
Si vous disposez d'ouvrages ou d'articles de référence ou si vous connaissez des sites web de qualité traitant du thème abordé ici, merci de compléter l'article en donnant les références utiles à sa vérifiabilité et en les liant à la section « Notes et références ».
En France, l'Académie militaire de la gendarmerie nationale (AMGN), précédemment École des officiers de gendarmerie nationale, EOGN, constitue un organisme de formation rattaché au commandement des écoles de gendarmerie nationale.
Elle forme les officiers de la Gendarmerie nationale.
Créée en 1918, elle est installée depuis 1945 à Melun, en Seine-et-Marne. Elle constitue l'une des neuf grandes écoles militaires françaises. 

## Historique
- En 1901, un cours d'étude destiné à accompagner les sous-officiers aptes à devenir sous-lieutenants (décret du 3 janvier 1901). La formation se déroule alors à la caserne Schomberg, à Paris[3].
- Le 31 décembre 1918, l'École des officiers de la Gendarmerie nationale est officiellement créée par décret[4]. À l'issue de la Première Guerre mondiale, cette formation est dispensée à Versailles[5], au 55 rue d'Anjou[6]. Le site de la caserne d'Anjou de Versailles est celui des anciennes écuries de la comtesse de Provence, devenues manufacture de draps, avant d'échoir à la duchesse d'Angoulême, fille de Louis XVI, à la Restauration (1815-1830)[7].
- Durant la Seconde Guerre mondiale, l'École déménage successivement à la villa Nitot à Pau [8] puis à la caserne Charras à Courbevoie.
- L'EOGN est renommée Académie militaire de la Gendarmerie nationale (AMGN) à compter du 1er septembre 2024[9],[10].

## Statuts institutionnels
L'AMGN constitue un organisme de formation rattaché au commandement des écoles de gendarmerie nationale.
Elle a pour missions :
- de formation propre à la gendarmerie nationale :
  - formation initiale et complémentaire des élèves officiers de la gendarmerie nationale ;
  - formation complémentaire et d'application des officiers ;
  - formations à destination de l'ensemble des officiers de le gendarmerie nationale ;
  - organisation et la mise à disposition de formations, à destination d'officiers et de personnels civils ;
- de formation dans un tronc commun à la Fonction publique
- de conduire des actions de recherche scientifiques dans le cadre de la gendarmerie et de la sécurité intérieure.
- de développer la coopération internationale :
  - accueil et formation pédagogique d'officiers dans le cadre de conventions internationales ;

## Nomenclature
L'Académie militaire de la Gendarmerie nationale regroupe les structures présentes sur le site de Melun et d'autres sises à l'École militaire, à Paris. Plusieurs structures apparaissent dans l'organigramme de l'École : 
- division de formation des élèves (formation initiale des futurs officiers) ;
- division des enseignements militaires et académiques ;
- mission pour les actions nationales et internationales ;
- division d'appui à la formation ;
- centre de recherche de la Gendarmerie nationale ;
- centre d'enseignement militaire supérieur (formation continue des officiers) ;
- centre de formation opérationnelle en simulation numérique ;
- musée de la Gendarmerie.

## Recrutement
L'AMGN a pour mission d'assurer principalement la formation initiale des officiers de gendarmerie à l'exercice de leurs fonctions de commandement et de les préparer à leurs futures responsabilités de cadre de haut niveau.

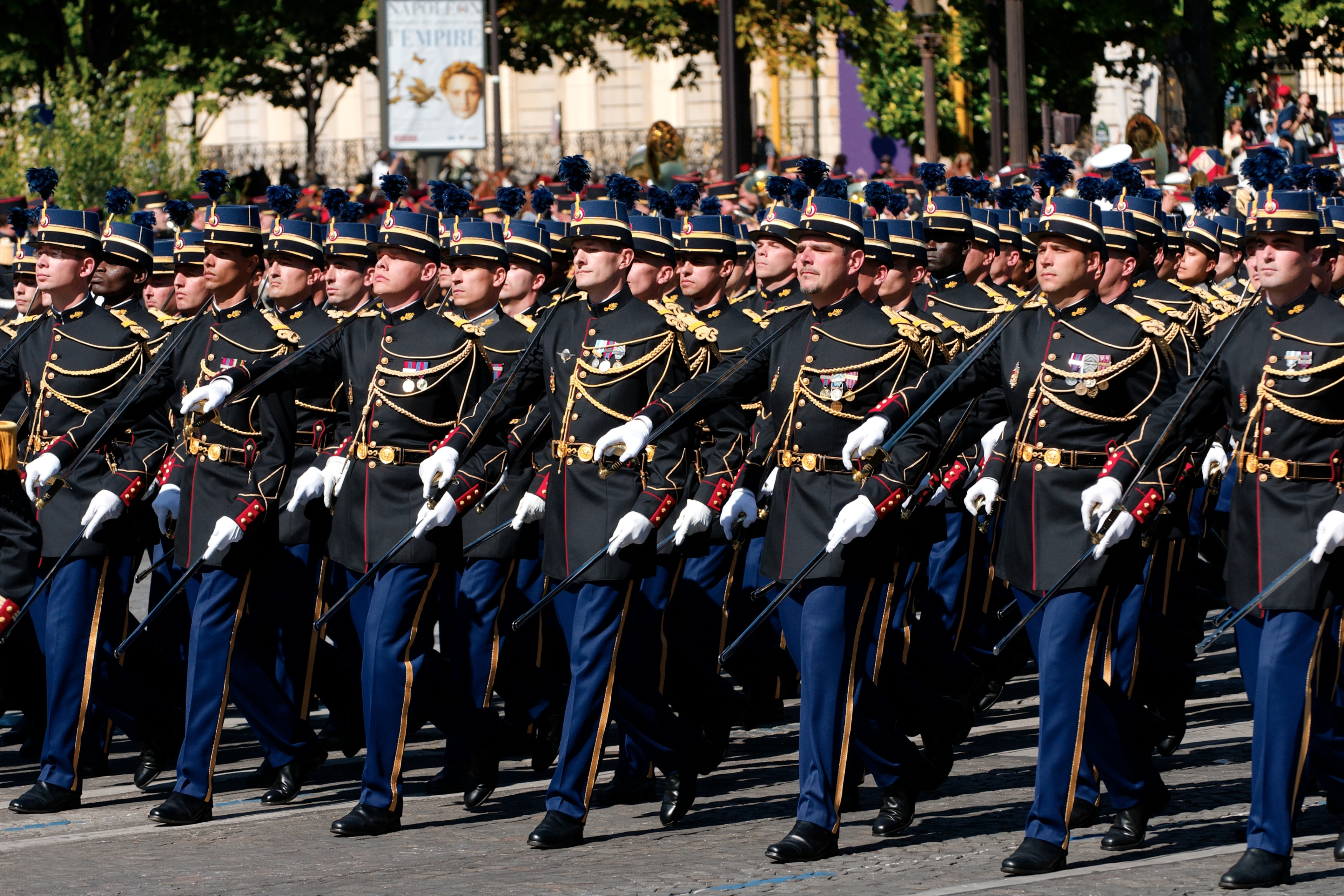
Élèves-officiers de la promotion « Capitaine Marchiani Cyrille-Hippolyte » lors du défilé militaire du 14 juillet 2008.

### Voies d'accès
L'académie recrute ses élèves au moyen de plusieurs concours, :
- Le concours « officier de Gendarmerie » (OG) :
  - recrutement universitaire (OG UNIV), concours externe ouvert aux titulaires d'un diplôme ou titre conférant le grade de master 2 ou d’un diplôme ou titre homologué et âgés de moins de 27 ans[15] ;
  - recrutement scientifique (OG S), concours externe ouvert aux titulaires d'un diplôme ou titre conférant le grade de master 2 dans une discipline scientifique ou d’un diplôme ou titre homologué dans une discipline scientifique et âgés de moins de 27 ans[16] ;
  - recrutement fonctionnaire de catégorie A (OG CAT A), concours externe ouvert aux fonctionnaires civils de l'État, des collectivités territoriales, d'un établissement public ou d'un organisme international, ayant servi au moins 5 ans dans un corps de catégorie A et âgés de moins de 35 ans[17] ;
  - recrutement officier des armées (OG OA), concours externe ouvert aux officiers du grade de capitaine servant au sein des autres armées (terre, air, mer), titulaires d'un diplôme ou titre conférant le grade de master 2 ou d'un diplôme ou titre homologué et âgés de moins de 35 ans[18] ;
  - recrutement ouvert aux élèves issus des grandes écoles militaires : selon leur désir et leur rang de classement, les élèves-officiers ayant étudié soit à l'École polytechnique, soit à l'École spéciale militaire de Saint-Cyr, soit issus de l'École de l'air et de l'espace ou encore, de l'École navale peuvent accéder à l'EOGN[19] ;
  - recrutement semi-direct (OG SD), concours interne ouvert aux sous-officiers de carrière de gendarmerie comptant au moins six années de service, titulaires d'un diplôme ou d'un titre conférant le grade de licence, d'un autre diplôme ou titre de niveau BAC+3, d'un autre diplôme ou titre homologué ou d'un titre professionnel dont la liste est établie par arrêté du ministère de l'Intérieur et âgés de moins de 36 ans[20] ;
  - recrutement sur titre (OG T), concours externe ouvert aux titulaires d'un titre d'ingénieur ou d'un titre conférant le grade de master 2 dans une filière figurant sur une liste établie par arrêté du ministère de l'Intérieur, en fonction des besoins de la Gendarmerie et âgés de moins de 27 ans[21] ;
  - recrutement rang (OG R), concours interne ouvert aux sous-officiers de carrière de gendarmerie du grade major, d'adjudant-chef ou d'adjudant inscrit au tableau d'avancement pour le grade d'adjudant-chef et comptant au moins dix-huit années de service[22] ;
  - recrutement officier sous contrat-encadrement (OSC-E), concours externe spécial permettant d'accéder à un poste d'officier sous contrat, ouvert aux titulaires d'un diplôme ou titre conférant le grade de licence ou d’un diplôme ou titre homologué[23].
  - recrutement officier sous contrat-Spécialistes (OSC-S), concours externe et interne s'adressant aux titulaires d'un diplôme/titre de licence ou équivalent dans les domaines qui intéressent la Gendarmerie nationale[24].
- Le concours « officiers du corps technique et administratif » (OCTA)[25] :
  - recrutement fonctionnaire de catégorie A  (OCTA CAT A), concours ouvert aux fonctionnaires civils de l’État, des collectivités territoriales, d’un établissement public ou d’un organisme international comptant au moins cinq ans de service dans un corps de catégorie A ou assimilé et âgés de moins de 35 ans[26] ;
  - recrutement officier des armées (OCTA OA), concours externe ouvert aux officiers du grade de capitaine ayant au moins huit années de service dans l'une des autres armées (terre, air, mer), titulaires d'un diplôme ou d'un titre conférant le grade de master 2 ou d'un diplôme ou titre homologué et âgés de moins de 35 ans[27] ;
  - recrutement sur titre (OCTA T), concours externe ouvert aux titulaires d'un titre d'ingénieur ou d'un titre conférant le grade de master 2 dans une filière figurant sur une liste établie par arrêté du ministère de l'Intérieur, en fonction des besoins de la Gendarmerie et âgés de moins de 27 ans[28] ;
  - recrutement semi-direct/catégorie B (OCTA SD/CAT B) : concours interne/externe ouvert aux sous-officiers de carrière du corps technique et administratif de la Gendarmerie et aux fonctionnaires civils de catégorie B, réunissant en cette qualité au moins trois ans de service militaire ou civil, titulaires du baccalauréat ou titre reconnu équivalent et âgés de moins de 36 ans[29] ;
  - recrutement rang (OCTA R), concours interne ouvert aux sous-officiers de carrière du corps de soutien technique et administratif de gendarmerie du grade major, d'adjudant-chef ou d'adjudant inscrit au tableau d'avancement pour le grade d'adjudant-chef, comptant au moins 15 ans de service, titulaires d’un titre professionnel dont la liste est établie par arrêté du ministère de l'Intérieur et âgés de moins de 53 ans[30] ;
  - recrutement officier sous contrat-encadrement (OCTA OSC), concours externe spécial permettant d'accéder à un poste d'officier sous contrat et ouvert aux officiers sous contrat de toutes les armées du grade de commandant à lieutenant-colonel et titulaires d'un diplôme ou titre dans une filière figurant sur une liste est établie par arrêté du ministère de l'Intérieur[31].

#### Nombre de places
Le nombre de places offertes à chaque concours est fixé chaque année par arrêté du ministère de l'Intérieur.
En général, une promotion (hors OG RANG) est constituée de 150 à 200 élèves.

### Épreuves

#### Épreuves d'admissibilité
Les épreuves d'admissibilité sont propres à tous les concours sauf le concours OG T où l'admissibilité consiste en un examen du dossier du candidat.
Leurs modalités, leur nombre et leurs contenus changent en fonction du type de concours passé.

#### Épreuves d'admission
Les épreuves d'admission consistent en plusieurs oraux dont un d'aptitude générale dont le but est d'apprécier la qualité du candidat à servir en tant qu'officier de gendarmerie.
Les autres oraux peuvent porter sur des langues étrangères ou d'autres spécialités en fonction du concours passé.
Les épreuves d'admission sont toutes complétées de tests psychotechniques et de personnalité sur ordinateur, d'un entretien avec un psychologue et d'épreuves physiques et sportives dont les intitulés et les barèmes sont communs à toutes les grandes écoles militaires.

## Formation

### Formation des élèves-officiers de Gendarmerie nationale
Tous les élèves sont successivement élève-officier durant leur première année et officier-élève durant la seconde année. D'une durée de 2 ans (1 an pour les capitaines et les élèves déjà diplômés de Polytechnique, de Saint-Cyr, de l'École de l'Air et de l'École Navale), leur formation s'articule autour de 4 semestres.
Les grades détenus par les élèves pendant la formation dépendent du recrutement. Les recrutements internes (semi-direct) sont aspirants la première année, sous-lieutenants la seconde et passent lieutenants en sortie d'école. Les recrutements externes (universitaires, scientifiques et sur titres) sont sous-lieutenants dès la première année et passent lieutenants en deuxième année.
- Première année (élèves-officiers), 2e groupement : 
  - 1er semestre : formation militaire et tactique en vue d'acquérir les bases du commandement et développer des qualités physiques et morales des futurs officiers[35] ;
  - 2e semestre : formation professionnelle (technique et tactique) adaptée au cadre d'action et à l'environnement de la gendarmerie au sein de la société[35] ;
- Deuxième année (officiers-élèves), 1er groupement :
  - 3e semestre : formation professionnelle visant à l'acquisition des outils et des connaissances nécessaires à la mise en œuvre des moyens de la gendarmerie par le futur officier reconnu expert de la sécurité publique par les autorités administratives, judiciaires, politiques et socio-économiques ; en parallèle, l'officier peut suivre un cursus universitaire diplômant conduisant à l'obtention d'un Master 2[35] ;
  - 4e semestre : spécialisation de la formation et préparation au premier commandement dans l'une des quatre dominantes d'emploi[35] :
    - Sécurité publique générale,
    - Maintien de l'ordre-défense,
    - Police judiciaire-renseignement,

Patte d'épaule d'élève officier à l'AMGN

    - Sécurité des mobilités.

### Formation des élèves-officiers du corps technique et administratif de la Gendarmerie nationale
L'académie est chargée de la formation initiale des officiers du corps technique et administratif de la Gendarmerie nationale (OCTAGN). D'une durée de deux ans, leur formation s'articule autour de quatre semestres. Les deux premiers semestres sont communs avec les officiers de Gendarmerie :
- 1er semestre : formation militaire et tactique en vue d'acquérir les bases du commandement et développer des qualités physiques et morales des futurs officier ;
- 2e semestre : formation professionnelle (technique et tactique) adaptée au cadre d'action et à l'environnement de la Gendarmerie au sein de la société ; en seconde année, les OCTA suivent une formation universitaire (Paris-Est Créteil Val de Marne) dans les domaines administratifs, financiers et logistiques ;
- 3e semestre : développement des outils et connaissances afin d'asseoir le futur officier dans son poste de soutien ponctué par de nombreux stages ;
- 4e semestre : préparation au premier emploi.

### Formations volontaires et sous-contrat
L'AMGN forme également, dans son 3e groupement, des personnes appartenant au corps des officiers de la Gendarmerie nationale, destinées à occuper des postes de spécialistes ou à assurer des fonctions d'encadrement et de commandement correspondant à leurs grades :
- officiers de Gendarmerie issus du rang (OGR)[22] ;
- aspirants de gendarmerie issus du volontariat (AGIV) (sélection interrompue à partir de 2019) ;
- élèves-officiers de l'École polytechnique (EOX) et élèves-officiers ingénieurs en études et techniques de l'armement (EOIETA), ayant choisi un stage en Gendarmerie à l'issue de leur formation militaire initiale d'un mois ;
- officiers sous contrat (OSC)[23],[31] ;
- élèves-officiers de réserve (EOR)[37].

## Traditions et vie de l'Académie
Grande école militaire et de service public, l'ÉOGN devenue AMGN a développé des traditions, ainsi que des activités de camaraderie et de cohésion.

### Traditions

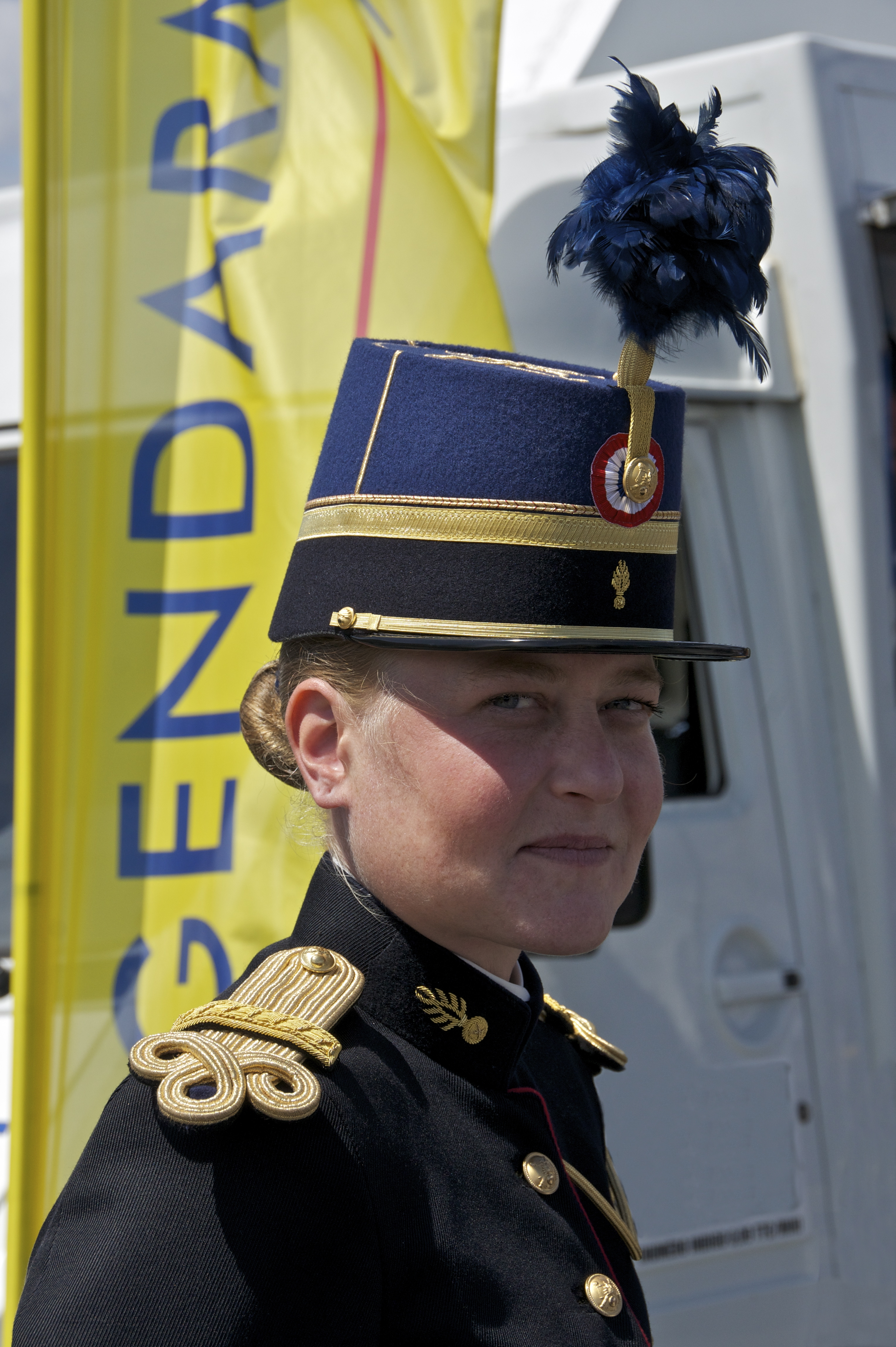
Portrait d'une élève de l'EOGN portant le taconnet.

- la Marche aux Alphas : lors de l'incorporation des nouveaux élèves-officiers à l'académie, au mois d'août, ceux-ci ne portent aucun grade (Ils se surnomment eux-mêmes Moquettes). Le grade d'aspirant ou de sous-lieutenant leur est remis au mois de septembre par leurs parrains et marraines de seconde année, au cours d'une cérémonie solennelle appelée "remise des alphas". La Marche aux Alphas des officiers-élèves de la 131e promotion s'est achevée dans la cour d'honneur de l'Hôtel des Invalides.
- la Cérémonie des sabres : tous les ans, au mois de décembre, les officiers-élèves du 1er groupement, en seconde année de formation, remettent le sabre à leurs filleuls du 2e groupement, lors d'une cérémonie militaire d'une grande solennité, en présence de hautes autorités civiles et militaires. Le sabre est le signe du commandement de l'officier qui doit être, à l'instar d'une lame, « sûr, pur, dur ». La cérémonie des sabres est précédée la veille au soir par une cérémonie plus intimiste, regroupant les seuls 1er et 2e groupements : la remise des taconnets, coiffe portée avec la TETRA, TEnue de TRAdition. L'un des temps forts de cet évènement est la veillée du drapeau de l'École par le 2e groupement.
- Le Baptême de Promotion : le baptême de promotion coïncide avec la cérémonie de fin de scolarité de la précédente promotion. Le 2e groupement, — élèves-officiers en fin de 1re année et sur le point de passer en seconde année et de devenir officiers-élèves — se voit attribuer un nom en hommage à un parrain ou un évènement militaire faisant honneur à la Gendarmerie nationale. Souvent, il s'agit de celui d'un officier ayant marqué l'histoire de l'arme par ses vertus militaires et humaines ainsi que par ses états de service :

### Drapeau
C'est le 14 juillet 1937, en reconnaissance des nombreux sacrifices consentis lors des conflits armés, que l'AMGN reçoit son drapeau des mains du président de la République Albert Lebrun.
Le drapeau de l'académie a reçu deux médailles des mains du président de la République :
- Croix de guerre 39-45 avec palme, le 20 juin 1952 par Vincent Auriol.
- Croix de chevalier de la Légion d'honneur, le 25 novembre 2019 par Emmanuel Macron.

### Activités de cohésion
De manière moins formelle, des activités scellent aussi la cohésion au sein de l'AMGN. Ainsi, le 1er groupement lance chaque année en septembre un défi au 2e groupement : le défi Bois Rond, du nom d'un ancien terrain militaire en forêt de Fontainebleau, utilisé par l'AMGN comme terrain d'entraînement au combat et à l'apprentissage de la topographie. Sous la forme de sketches, les officiers-élèves dépeignent certains traits de caractère de leurs cadres, lors d'un rassemblement sur la place d'armes. Le 2e groupement dispose alors d'un à deux mois pour relever le défi en organisant une soirée spectacle au cours de laquelle les élèves-officiers décriront eux aussi les personnalités de leurs cadres à grand renfort d'humour, et décerneront le Bois Rond d'or au cadre de leur choix.

## Célèbres officiers de gendarmerie
- Léopold Ahoueya ;
- Joachim Ambert ;
- Antoine Joseph Maurice d'André ;
- Louis Artous ;
- Patrick Marie Aubert ;
- Paul Barril ;
- Jules Augustin Williams Léon Battesti ;
- Jean-Michel Beau ;
- Louis Beaudonnet ;
- Arnaud Beltrame ;
- Georges Benoît-Guyod ;
- Jean Alexis Béteille ;
- Hubert Bonneau ;
- Achille Louis Léon Bouchez ;
- François Boulanger ;
- Eugène Louis Bucquoy ;
- Louis Léopold Buquet ;
- Gilbert Alexandre Carrelet ;
- Louis Carrière ;
- Jean Chalvidan ;
- Paulin Colonna d'Istria ;
- Guy Delfosse ;
- Georges Delmas ;
- Henri-Clotaire Descamps ;
- Pierre Deflandre ;
- Albert Dubois-Pillet ;
- Robert-Pol Dupuy ;
- François Esperet ;
- Jean-Louis Esquivié ;
- Denis Favier ;
- Joachim François Philibert Feisthamel ;
- Félix Fontan ;
- Éric Freyssinet ;
- Roland Gilles ;
- Pierre-Yves Guézou ;
- Isabelle Guion de Meritens ;
- Maurice Guillaudot ;
- Hubert Haenel ;
- Adrien Henry ;
- Jean d'Hers ;
- Antoine Janin ;
- Maurice Keller ;
- Olivier Kim ;
- Charles Lebrun-Renault ;
- Philippe Legorjus ;
- Richard Lizurey ;
- Nicolas de Maistre ;
- Francis Marroux ;
- Jean-Hugues Matelly ;
- Jacques Mignaux ;
- Charles Morel ;
- Thierry Orosco ;
- Gaston Ouassénan Koné ;
- Paul Paillole ;
- Guy Parayre ;
- Jean-Georges Paulus ;
- Laurent Phélip ;
- Georges Philippot ;
- Christian Prouteau ;
- Etienne Radet ;
- Christian Rodriguez ;
- Michel Roussin ;
- Jules Save ;
- Henri Seignobosc ;
- Bertrand Soubelet ;
- Étienne-Simon Thomé ;
- Paul Tubert ;
- Jean Vérines ;
- Nicolas Martin Vesco ;
- André Vessières ;
- Louis Wirion.